# Truchaniw-Insel
Die Truchaniw-Insel (ukrainisch Труханів острів/Truchaniw ostriw) ist eine etwa 450 Hektar große Flussinsel des Dneprs in der ukrainischen Hauptstadt Kiew.

## Nutzung und Bebauung
Die Insel ist ein Naherholungsgebiet und Mittelpunkt des 1558 Hektar großen Dnepr-Parks. Sie besitzt, neben zahlreichen Cafés, Bars und Restaurants die saubersten und längsten Strände der Stadt. Außerdem findet man auf der Insel ein Wassersportzentrum mit Bootsverleih, Wasserrutschen, Spielplätze, ruhige Buchten, Seen, Wälder und Wiesen.

## Geographie
Die Flussinsel liegt südlich der Muromez-Insel im Dnepr zwischen dem Zentrum der Stadt und Podil am westlichen Ufer und dem Rajon Dnipro auf dem östlichen Ufer, zu der die Insel auch administrativ gehört. Auf der Insel liegt der im Bau befindliche U-Bahnhof Truchaniw Ostriw der Metro Kiew.
Die Truchaniw-Insel ist seit 1957 über die Parkbrücke, eine Fußgängerbrücke, die am Dneprufer unterhalb des Chreschtschatyj-Parks in der Nähe vom Denkmal für das Magdeburger Recht beginnt, mit dem Zentrum auf dem rechten Dneprufer verbunden. Die Zufahrt für PKWs liegt im Norden bei der Moskaubrücke. Außer über die Brücken ist die Insel vom Podiler Flusshafen aus mit dem Wasserbus zu erreichen.
Im Norden der Insel wird seit einigen Jahren an der Podilbrücke gebaut, die über die Insel und den Fluss führt.
Südlich der Insel liegen weitere Dneprinseln, auf denen sich der Hidropark befindet.

## Geschichte
Im 10. Jahrhundert gehörte die Insel der Rurikiden-Prinzessin Olga von Kiew, die hier zur Falkenjagd ging. Der Name der Insel stammt wahrscheinlich vom Kumanenkhan Tugorkan, dessen Tochter Jelena Tugorkanowna, die Ehefrau des Großfürsten Swjatopolk II. hier Ende des 11. Jahrhunderts ihre Sommerresidenz bewohnte. Von 1534 bis 1698 gehörte die Insel einem heute nicht mehr existenten Kiewer Kloster und gelangte daraufhin in den Besitz der Stadt Kiew. Ein im Anschluss gewachsenes Dorf auf der Insel wurde während des Zweiten Weltkriegs zerstört und nicht wieder aufgebaut.